# متلازمة القدس
متلازمة القدس (بالإنجليزية: Jerusalem Syndrome) هي اسم يُعبّر عن مجموعة من الظواهر أو الاضطرابات العقلية المرتبطة بظهور أفكار دينية معيّنة تستحوذ على عقل الشخص بالكامل، أو ترتبط بأوهام تظهر عند زيارة مدينة القدس، أو قد تُؤدّي لنشوء رغبة ملحة لزيارتها.
هذه المتلازمة غير مرتبطة بدين معين أو طائفة محددة، حيث أنها قد أثرت على كلٍ من اليهود، والمسيحيين، والمسلمين من أصول مختلفة.
ليس جميع مَن تعرّضوا للأوهام المرتبطة بمتلازمة القدس كان لديهم سجل سابق يشير إلى تعرّضهم لأمراض عقلية من قبل. تشير الإحصاءات أنها تصيب تقريبا 100 سائح سنوياً من أصل ملايين السياح الذين يزورون المدينة المقدسة.
من أشهر أعراض متلازمة القدس، وإن لم تكن أكثرها انتشاراً، هي الظاهرة التي يصبح فيها الشخص الذي يبدو متوازناً في السابق، وخالياً من أي علامات مرض نفسي مضطرِب العقل بعد الوصول إلى القدس. يرتبط اضطراب العقل بموضوع ديني شديد، ولا يزول إلا بعد مُضي عدة أسابيع، أو بعد مغادرتها. إن التركيز الديني لمتلازمة القدس يميزها عن الظواهر الأخرى مثل: مثل متلازمة Stendhal في فلورنسا أو متلازمة باريس للسياح اليابانيين.
في مقال نشر عام 2000م في المجلة البريطانية للطب النفسي، ادعى بار ايل وآخرون (Bar-El et al) أنه قد حدد ووصف متلازمة معينة تظهر عند السياح الذين ليس لديهم تاريخ مرض نفسي سابق. ومع ذلك، تم الطعن في هذا الادعاء من M. Kalian and E. Witztum الذين أكدوا على أن جميع السياح تقريباً الذين أظهروا السلوكيات الموصوفة أنهم كان لديهم مرض عقلي قبل وصولهم إلى القدس، ولاحظوا كذلك أنه لم يقدم أي دليل على أن النسبة الصغيرة من السياح الذين يُزعم أن لديهم اضطراب عقلي طبيعي بعد وصولهم إلى القدس كانوا على ما يرام قبل وصولهم للمدينة.
متلازمة القدس ليست مدرجة أو مذكورة في الدليل التشخيصي والإحصائي للاضطرابات النفسية (DSM)، ولا في التصنيف الدولي للأمراض (ICD).

## استشهادات
1. ↑  "معلومات عن متلازمة القدس على موقع snl.no". snl.no. مؤرشف من الأصل في 2020-04-01.